# Jogocerus freytagi
Jogocerus freytagi är en insektsart som beskrevs av Chandrasekhara A. Viraktamath 1979. Jogocerus freytagi ingår i släktet Jogocerus och familjen dvärgstritar. Inga underarter finns listade i Catalogue of Life.